# Dziewczyna z Jersey (film 2004)
Dziewczyna z Jersey (ang. Jersey Girl) – dramat obyczajowy wyreżyserowany przez Kevina Smitha na podstawie jego własnych doświadczeń, którego głównym bohaterem jest Ollie Trinke grany przez Bena Afflecka.

## Nagrody
- 2005 - Ben Affleck, Złota Malina (nominacja), Najgorszy aktor
- 2005 - Ben Affleck i Liv Tyler, Złota Malina (nominacja), Najgorszy duet aktorski
- 2005 - Jennifer Lopez, Złota Malina (nominacja), Najgorsza aktorka drugoplanowa

## Obsada
| Rola             | Aktor          |
| ---------------- | -------------- |
| Ollie Trinke     | Ben Affleck    |
| Maya             | Liv Tyler      |
| Gertie Trinke    | Raquel Castro  |
| Gertrude Steiney | Jennifer Lopez |
| Arthur Brickman  | Jason Biggs    |
| Greenie          | Stephen Root   |

Mniejsze role w filmie grają także: George Carlin (Bart Trinke), Stephen Root (Greenie), Sarah Stafford.

## Ekipa
- Reżyseria - Kevin Smith
- Scenariusz - Kevin Smith
- Muzyka - James L. Venable
- Zdjęcia - Vilmos Zsigmond
- Montaż - Olof Källström, Scott Mosier, Kevin Smith
- Scenografia - Robert Holtzman
- Kostiumy - Juliet Polcsa
- Produkcja - Scott Mosier
- Producent wykonawczy - Kevin Smith, Bob Weinstein, Harvey Weinstein

## Fabuła
Ollie Trinkie (Ben Affleck) pracuje w dziale PR dużej nowojorskiej firmy. Zakochuje się w dziennikarce Gertrude (Jennifer Lopez), z którą się żeni. Wkrótce na świat ma przyjść ich dziecko. Gdy wszystko wygląda wspaniale, przy porodzie córki umiera Gertrude. Ollie, dla którego praca jest najważniejsza, nie potrafi sobie poradzić z samotnym wychowaniem córki i codziennie zostawia ją u ojca, w New Jersey.
Pewnego dnia dziadek nie może się zająć dziewczynką, a Ollie musi jechać na konferencję prasową w sprawie aspirującego aktora, Willa Smitha. Nie mając co zrobić z córką, bierze ją ze sobą. W trakcie konferencji krytycznie się wypowiada o Willu Smicie i obraża wszystkich dziennikarzy, przez co traci pracę. Przeprowadza się do ojca, do New Jersey, gdzie mieszka razem z córką, i gdzie pracuje w służbach miejskich przy wywożeniu śmieci, naprawie rur itp. Po siedmiu latach Gertie (córka) chodzi do szkoły, a on wciąż próbuje wrócić do branży. W wypożyczalni video spotyka Mayę (Liv Tyler), w której się zakochuje.
Film kończy się, gdy Ollie uświadamia sobie, że najważniejsza dla niego jest córka i rodzina, a nie powrót do pracy w Nowym Jorku. Duży wpływ na jego decyzję ma przypadkowa rozmowa z Willem Smithem.